# Огаркова, Людмила Дмитриевна
Людмила Дмитриевна Огаркова (в девичестве Сидорова; род. 6 сентября 1955, Курган) — советская биатлонистка, чемпионка СССР, мастер спорта СССР. Тренер высшей категории по биатлону.

## Биография
Людмила Дмитриевна Сидорова родилась 6 сентября 1955 года в городе Кургане Курганской области.
В 1979 году стала победительницей первого чемпионата СССР среди женщин в эстафете, в команде с Зульфией Пигаловой и Октябриной Соколовой. 
Выпускница Курганского государственного педагогического института.
После окончания спортивной карьеры более 30 лет работает тренером. По состоянию на 2018 год — тренер в отделении биатлона Спортивной школы олимпийского резерва № 1 города Кургана. Тренер высшей категории, отличник физической культуры. Является делегатом от Курганской области в СБР.

## Награды и звания
- Мастер спорта СССР
- Отличник физической культуры и спорта

## Личная жизнь
- Супруг, Александр Валентинович Огарков (род. 1958) — тренер высшей категории по биатлону. 
  - Сыновья-близнецы, Александр и Максим (род. 27 января 1987) стали профессиональными биатлонистами, выступали за юниорскую и резервную сборные России.